# دريقة حجرية
دريقة حجرية (الاسم العلمي:Aspidistra saxicola) هي نوع من النباتات تتبع جنس الدريقة من الفصيلة الهليونية. تم وصف هذا النوع من النبات علمياً لأول مرة من قبل يو وان سنة 1984.